# Tre Brown
Tre Brown (Tulsa, Oklahoma, 24 de septiembre de 1997) es un jugador profesional estadounidense de fútbol americano que se desempeña en la posición de cornerback en Seattle Seahawks, equipo de la National Football League (NFL).

## Carrera
Fue seleccionado en la cuarta ronda en la Reunión Anual de Selección de Jugadores de la NFL de 2021. Hizo su debut profesional con el equipo Seattle Seahawks, donde lleva jugando tres temporadas.